# Santa Maria de Vilanova de Sau
Santa Maria de Vilanova de Sau és una església d'origen romànic de Vilanova de Sau (Osona) protegida com a Bé Cultural d'Interès Local.

## Descripció
L'edifici és d'origen romànic, modificat i reestructurat per un seguint d'intervencions al llarg del temps. Entre les quals destaca els sobreaixecament del conjunt de la nau i l'absis a causa de l'ampliació de la nau lateral a la banda sud (dreta de l'església) i d'una capella al costat de tramuntana (banda esquerra).
La construcció original de la segona meitat del segle xi era d'una sola nau, coberta amb volta de canó seguit, orientada cap a l'est per un absis semicircular obert per un plec molt profund que fa la degradació.
Al centre de l'absis s'obre una finestra de doble esqueixada, l'única que es conserva de l'obra original. L'exterior de l'absis ha estat ornamentat amb tres bandes de set arcuacions cegues, separades per dues lesenes que arriben fins a la base i que estan rematades per un petit fris de dents de serra molt simple. Es pot veure com aquesta ornamentació segueix per la façana lateral esquerra fins a la cantonada de la façana principal.
A la façana principal s'endevina, en alguns llocs, el perfil originari de dos vessants a un nivell més baix que s'entregaven al mur del campanar. Aquest és de planta quadrada.
El tipus d'aparell només s'observa a l'exterior, no té cap mena de revestiment, consisteix en carreus rejuntats amb morter de calç. L`aparell canvia en les parets sobrealçades són fetes de pedra irregular i junt gairebé sec.

## Història
L'església de Santa Maria de Sau està situada dins de l'antic terme del castell de Cornil. Antigament ja fou església parroquial, funcions que conserva actualment.
El terme del castell de Cornil i el lloc de Sau apareixen documentats des de l'any 917. L'església de Santa Maria apareix documentada en una llista de parròquies feta entre 1025 i 1050, on figura amb el nom de Sant Maria de Vilanova amb la sufragània de Sant Andreu de Balcells. En una llista anterior al 1154 consten com a sufragànies de Santa Maria les esglésies de Sant Romà de Sau (actualment sota les aigües del pantà) i Sant Pere de Castanyadell.
L'edifici antic fou substituït per un altre a finals del segle xi, però no hi ha cap intervenció arqueològica que verifiqui l'existència d'aquesta primera església. L'església actual ha sofert al llarg del temps moltes modificacions. El segle xvi fou construïda una capella a cada banda. Només es conserva la del Roser, que data de l'any 1589, al costat esquerre. L'altra capella desaparegué l'any 1870 per donar lloc a tres capelles en sèrie que donen la impressió d'una segona nau. El temple perdé també la portada romànica que va ser substituïda per un portal nou d'estil neoclàssic molt simple i un campanar a la façana principal. També es van modificar part de la teulada, l'absis i la volta. Més tard es varen afegir també la rectoria al costat dret de l'església i el cementiri a l'esquerra adossat a la capella del roser.